# Залізорудний концентрат
Залізору́дний концентра́т (рос. железорудный (марганцеворудный и т.п.) концентрат, англ. iron ore concentrate, нім. Eisenerz- (Manganerz-) Konzentrat n, Eisenerzkonzentrat n) — концентрат, одержаний шляхом збагачення залізних руд.
Розрізняють магнетитовий, гематитовий, лімонітовий, сидеритовий та ін. З.к.
Залежно від якості та призначення, розрізняють залізорудний концентрат первинний, високої чистоти, аґломераційний, доменний, офлюсований, залізорудні окатки (котуни).